# Ub Iwerks
Ub Iwerks (Kansas City, Missouri, 24 de març de 1901 - Burbank, Califòrnia, 7 de juliol de 1971) fou un animador, dibuixant i tècnic d'efectes especials estatunidenc, famós pel seu treball juntament amb Walt Disney. Va guanyar dues vegades el Premi Oscar, el 1960 i el 1965, en la categoria efectes visuals. El seu nom de naixement era Ubbe Ert Iwwerks.
El seu nom es deu a les seues arrels frisones, ja que el seu pare, Eert Ubbe Iwwerks, va emigrar als EUA el 1869 des d'Uttum, un poble a Frísia oriental hui dia part del municipi de Krummhörn. Diversos anys més tard va simplificar el seu nom a "Ub Iwerks"

## Formació
Considerat per molts com l'amic més antic de Walt Disney, va passar la major part de la seva carrera amb ell. Els dos es van conèixer el 1919 mentre treballaven per a l'Estudi d'Art Pesman a Kansas City, i van fundar el seu propi negoci d'art comercial junts. Disney i Iwerks van trobar feina com a il·lustradors a la Kansas City Slide Newspaper Company, que més tard esdevindria Kansas City Film Ad Company. Mentre treballava per al Kansas City Film Ad Company, Disney va decidir a traslladar el seu treball al camp de l'animació, i aviat Iwerks es va unir a ell.
Iwerks a ser el responsable de l'estil distintiu dels primers dibuixos animats Disney, i també va ser responsable de la creació de Mickey Mouse. El 1922, quan Walt Disney va començar la seva sèrie de dibuixos animats Laugh-O-Gram, Iwerks es va unir a ell com a animador principal. L'estudi va fer fallida, però el 1923 Iwerks va seguir a Disney a Los Angeles per treballar en una nova sèrie de dibuixos animats coneguda com "les Alice Comedies". En acabar aquesta sèrie, Disney va demanar Iwerks de crear un nou personatge. El primer curt d'Oswald el conill afortunat (que així es va dir el nou personatge) va ser animat en la seva totalitat per Ub Iwerks. Després de la primera caricatura, Oswald va ser redissenyat per la insistència d'Universal Pictures, per qui treballaven, que va acordar distribuir la nova sèrie de dibuixos animats El 1927.
A la primavera de 1928, Disney va perdre el control del personatge Oswald, i gran part del seu personal (entre ells Friz Freleng) va ser contractat directament per Universal; Disney deixaria Universal poc després. Disney va demanar a Ub Iwerks, l'únic animador que va romandre al seu costat, que començara a pensar en un nou personatge. Iwerks va fer dibuixos de granotes, gossos i gats, però cap d'ells va convèncer Disney. Una vaca i un cavall van ser creats en aquest moment per Iwerks, però també van ser rebutjats. Més tard apareixerien com Clarabella i Horaci. Ub Iwerks finalment s'inspiraria en un dibuix antic. El 1925, Hugh Harman va dibuixar uns ratolins al voltant d'una fotografia de Walt Disney. Inspirant-se en eixos dibuixos, Iwerks es va posar mans a l'obra. El resultat va ser un nou personatge, un ratolí a qui batejarien com Mickey Mouse. Així que es podria considerar que Iwerks va ser el veritable creador de Mickey Mouse, ja que va ser ell qui va dibuixar-lo, i no Walt Disney.
Els primers dibuixos animats de Mickey Mouse i Silly Symphonies eren fets en la seva pràctica totalitat per Iwerks. No obstant això, com Iwerks va començar a dibuixar cada vegada més i més caricatures, aviat es va veure incapaç de fer front a les demandes de Disney, a més de sentir que no estava rebent el crèdit que mereixia per l'elaboració de tots els dibuixos animats d'èxit de Disney. Finalment, Iwerks i Disney van barallar-se, la seva amistat i relació de treball es van trencar quan Iwerks va acceptar un contracte amb un competidor per deixar a Disney i començar un estudi d'animació amb el seu propi nom.
L'Estudi Iwerks va obrir el 1930, amb suport financer de l'empresari Pat Powers, qui pensava que Iwerks era el responsable de gran part dels primers èxits de Disney. No obstant això, tot i que l'estudi Disney va notar la marxa d'Iwerks, Disney va contractar a diversos joves talents per substituir-lo.
De jove, Chuck Jones va treballar per a l'estudi Iwerks.
Tot i tenir un contracte amb MGM per distribuir els seus dibuixos animats, i la introducció d'un nou personatge anomenat "Flip the Frog", i més tard "Willie Whopper", l'estudi Iwerks mai va ser un gran èxit comercial i no va poder competir amb Disney o Fleischer Studios. De 1933 a 1936 es va produir una sèrie de curts (distribuïts de forma independent, no formen part del fons de MGM) a Cinecolor, anomenada Comicolor Cartoons. Els mecenes van retirar el suport econòmic a l'estudio Iwerks el 1936, que va tancar poc després.
El 1937, Leon Schlesinger Productions contractaria Iwerks per produir quatre curtmetratges dels Looney Tunes protagonitzats per Porky i Gabby Goat. Iwerks va dirigir els dos primers curts, mentre que l'ex-animador de Schlesinger Robert Clampett va ser ascendit a director i va estar a càrrec dels altres dos curts abans que ell i la seva unitat tornaren a la parcel·la principal dels estudis Schlesinger. Iwerks llavors va treballar per Screen Gems (la divisió de dibuixos animats de Columbia Pictures) abans de tornar a treballar per a Disney el 1940.
Després del seu retorn a l'estudi Disney, Iwerks va treballar principalment en el desenvolupament d'efectes especials. Se li atribueix el desenvolupament dels processos de combinar l'acció en viu i animació utilitzats en Song of the South (1946), així com el procés xerogràfic adaptat a l'animació en cel. També va treballar a WED Enterprises, ara Walt Disney Imagineering, ajudant a desenvolupar moltes de les atraccions dels parc temàtics de Disney durant la dècada de 1960. Iwerks va treballar fora de Disney fent efectes especial, a destacar la seua participació en la pel·lícula d'Alfred Hitchcock Els ocells.
Ub Iwerks morí el 1971 víctima d'un atac de cor.